# Viviënne van den Assem
Viviënne van den Assem, née le 15 novembre 1983 à Oud-Beijerland, est une actrice, doubleuse et animatrice de télévision néerlandaise

## Filmographie
- 2005 : Zoo Rangers en Afrique  de Johan Nijenhuis : Elise Pardoel[2]
- 2006 : Het Woeden der Gehele Wereld de Guido Pieters : Ruth Oberstein[3]
- 2006 : Piet Piraat en het Vliegende Schip de Bart Van Leemputten : Kapitein Marilyn
- 2006 : Zoo Rangers en Inde de Johan Nijenhuis et Dennis Bots : Elise Pardoel[4]
- 2007 : Les Rois de la glisse de Chris Buck et Ash Brannon[5]
- 2007 : Zoo Rangers en Amérique du Sud de Johan Nijenhuis : Elise Pardoel[6]
- 2008 : WALL-E de Andrew Stanton[7]
- 2012 : Drôle de prof de Barbara Bredero : Juf[8]
- 2016 : Hart Beat de Hans Somers : Lilian[9]

### Séries télévisées
- 1994-2010 : Onderweg naar Morgen : Lizzy Vehmeijer[10]
- 1996-2001 : Goudkust : Sophie Bergman
- 2004-2006 : Zoop : Elise Pardoel[11]

## Animation
- Depuis 2015 : Goedemorgen Nederland : Animatrice[12]